# Michel Prom
Michel Prom (Parijs, 22 november 1955)  is een Frans diplomaat. Van 2013 tot 2017 was hij ambassadeur voor Suriname, Guyana en de Caricom.

## Biografie
Michel Prom studeerde van 1973 tot 1977 aan de universiteit Parijs 1 Panthéon-Sorbonne en rond dezelfde tijd, van 1974 tot 1977, aan het Institut d'études politiques de Paris (Sciences Po). Hij studeerde af met een master in geschiedenis (maîtrise) en rechten (licence). Hierna werkte hij een groot deel van zijn leven voor het ministerie van Buitenlandse Zaken. Hij werkte op ambassades in Ethiopië en Maleisië, en als eerste consul in Jeruzalem.
Van december 2009 tot september 2013 was hij ambassadeur voor de Caraïbische landen bij de Organisatie voor Economische Samenwerking en Ontwikkeling (OESO) in Parijs. Op 18 november 2013 overhandigde hij zijn geloofsbrieven aan president Desi Bouterse van Suriname. Hij bleef ambassadeur voor Suriname tot januari 2017. Er kwam tijdens zijn ambt geen akkoord over de zeegrens tussen Frans-Guyana en Suriname; deze werd rond de tien maanden later ondertekend door zijn opvolger Antoine Joly. Gedurende dezelfde jaren was hij vanuit Paramaribo tevens ambassadeur voor Guyana en de Caricom.